# 七河州

1900年的七河州

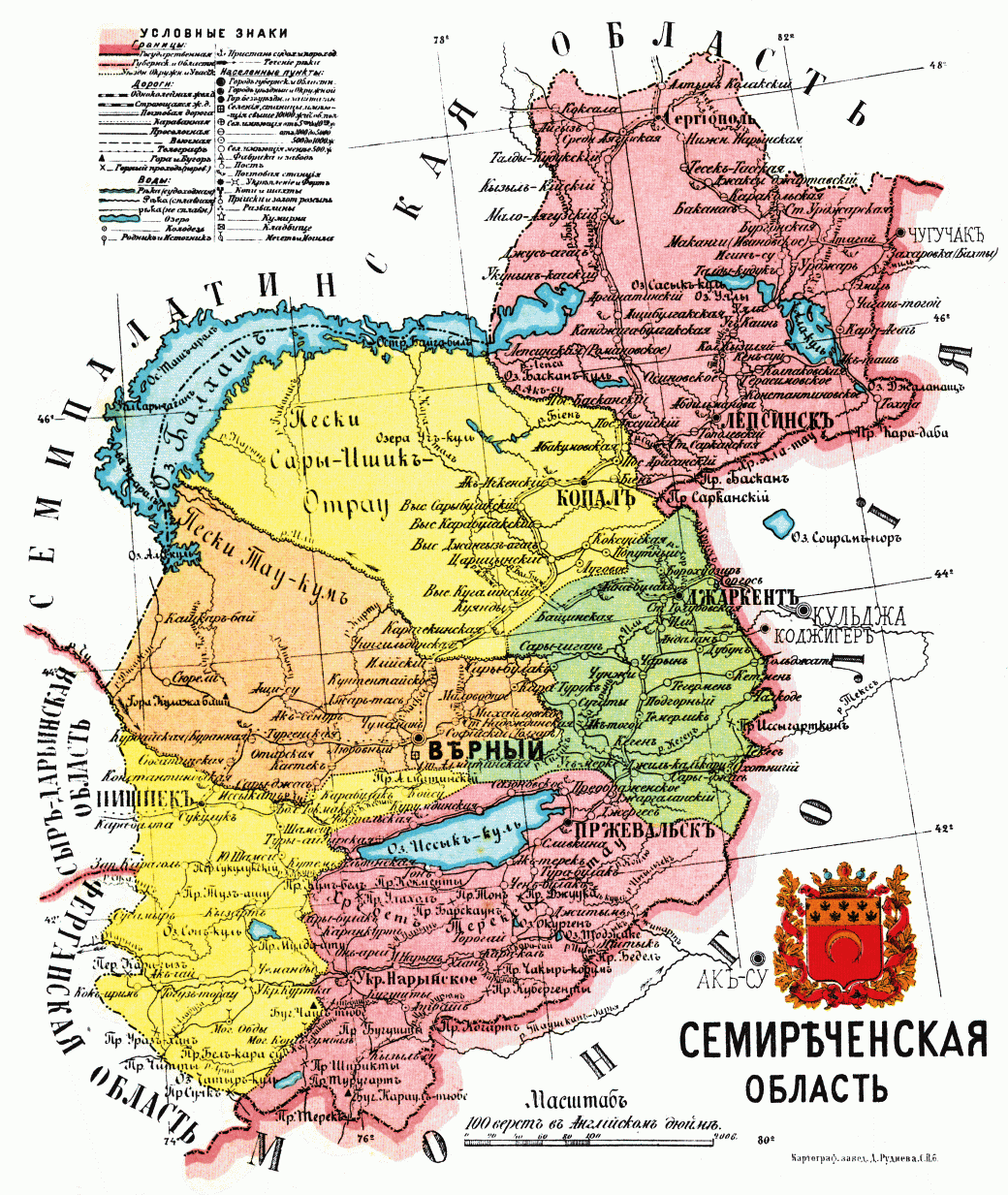
1913年的七河州行政區圖

七河州（羅馬化：Semirechenskaya oblastʼ）是俄羅斯帝國在中亞設立的一個州，先後隸屬於突厥斯坦总督区和草原總督區管轄。其範圍為今日哈薩克斯坦阿拉木圖州、杰特苏州、阿拜州南部和吉爾吉斯斯坦東部，大致相当于清朝鼎盛時期的新疆西部外西北地区。19世紀中期逐步被俄國侵佔。
面積402,200平方公里（即353,430平方俄里），1897年人口987,863人。首府維爾尼（今哈薩克阿拉木圖），下分六縣。

## 参看
- 七河地區
- 阿拉木圖州
- 杰特苏州
- 阿拜州
- 外西北